# 索马甜
索马甜（thaumatin）是一种低热量甜味剂和调味剂。这种蛋白质主要用于调味，而非单一地增甜。
索马甜最初作为蛋白质的混合物，从西非的katemfe果实（Thaumatococcus daniellii Bennett）中分离出来。索马甜科中增甜剂的一些蛋白质比食糖大约甜2000倍。尽管它很甜，其甜味和食糖完全不同，其甜味作用地非常缓慢。甜味可持续很长时间，留下光果甘草似的余味。索马甜极易溶于水，对热稳定，在酸性条件下稳定。

## 分子资讯
索馬汀I分子式为：C963H1468O301N270S17
索馬汀II分子式为：C967H1477O300N273S17

## 索马甜晶体
由于索马甜在酒石酸盐的存在下可以快速且容易地结晶，所以通常将索马甜－酒石酸盐混合物用作模型系统来研究蛋白质结晶。有趣的是，索马甜的溶解度、晶体性质和晶体形成机制取决于所用沉淀剂的手性。 当用L-酒石酸盐结晶时，索马甜形成双锥体晶体并表现出随温度增加的溶解度；和D-和meso-酒石酸盐一起时，它形成粗糙的棱柱状晶体并表现出随温度降低的溶解度。这表明控制沉淀剂的手性可能是蛋白质结晶的一个重要因素。

## 拓展阅读
- Higginbotham JD. Gelardi RC, Nabors LO , 编. . New York: M. Dekker, Inc. 1986. ISBN 0-8247-7491-4.
- Higginbotham J, Witty M. . Boca Raton: CRC Press. 1994. ISBN 0-8493-5196-0.

Template:E number infobox 950-969